# Sebastian Kehl
Sebastian Walter Kehl (pronunție în germană [zeˈbasti̯an ˈkʰeːl] Fișier audio „Sebastian-Kehl.ogg” inexistent; n. 13 februarie 1980) este un fotbalist german retras din activitate.

## Cariera internațională
A debutat pentru Germania împotriva Slovaciei pe 29 mai 2001, apărând culorile echipei pentru 31 de meciuri. Kehl a fost finalist la Campionatul Mondial de Fotbal 2002 și a obținut locul al treilea la Campionatul Mondial de Fotbal 2006 și Cupa Confederațiilor FIFA 2005.
| Germania | Germania | Germania |
| An       | Meciuri  | Goluri   |
| -------- | -------- | -------- |
| 2001     | 3        | 1        |
| 2002     | 11       | 1        |
| 2003     | 7        | 1        |
| 2004     | 3        | 0        |
| 2005     | 0        | 0        |
| 2006     | 7        | 0        |
| Total    | 31       | 3        |

## Titluri

### Club
Borussia Dortmund
- Bundesliga: 2001-2002, 2010–2011, 2011–2012
- DFB-Pokal: 2011–2012
- DFL-Supercup: 2013, 2014

## Legături externe
- Site web oficial de
- de Sebastian Kehl la fussballdaten.de